# Bolboși
Bolboși es una comuna ubicada en el distrito de Gorj, Rumania.

## Superficie
Cuenta con una superficie de 42,06 kilómetros cuadrados.

## Demografía
Hasta 2021 la población era de 3140 habitantes, con una densidad de población de 74,66 habitantes por kilómetro cuadrado.